# Gmina Wołów
Die Gmina Wołów [ˈvɔwuf] ist eine Stadt-und-Land-Gemeinde im Powiat Wołowski der Woiwodschaft Niederschlesien in Polen mit etwa 22.300 Einwohnern. Sitz von Powiat und Gemeinde ist die gleichnamige Stadt (deutsch Wohlau, schlesisch Wohle) mit nahezu 12.300 Einwohnern.

## Geographie

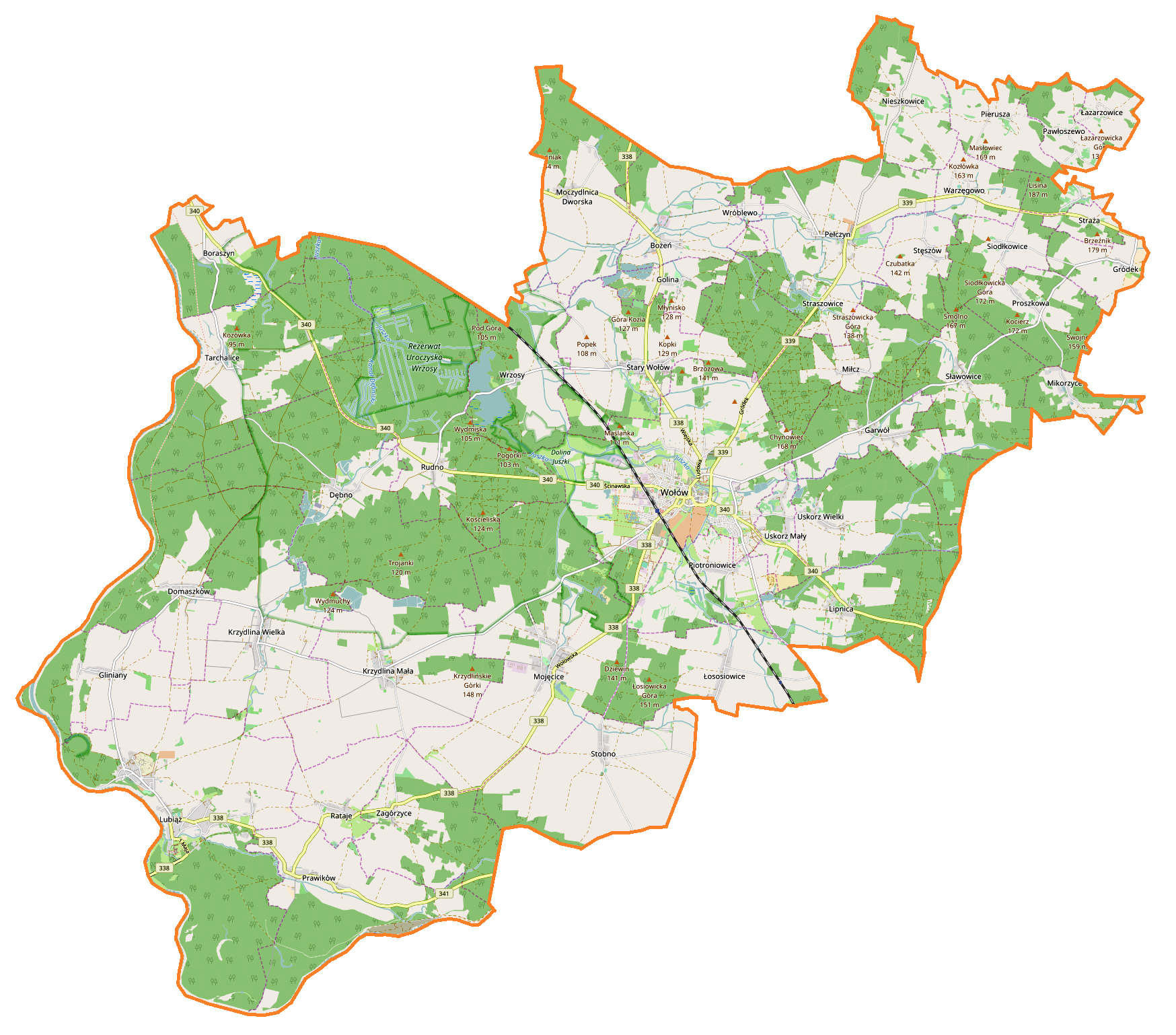
Karte der Gemeinde

Die Gemeinde liegt in Niederschlesien, etwa 40 Kilometer nordwestlich von der Woiwodschaftshauptstadt Breslau entfernt. Nachbargemeinden sind im Powiat Wołowski Wińsko im Norden und Brzeg Dolny im Süden, Prusice im Osten, Oborniki Śląskie im Südosten, Środa Śląska und Malczyce im Südwesten, Prochowice im Westen sowie Ścinawa im Nordwesten.
Die Gemeinde hat eine Flächenausdehnung von 331 km², 50 Prozent werden landwirtschaft- und 40 Prozent forstwirtschaftlich genutzt. Die Region gehört zum Westteil des Katzengebirges.

## Verwaltungsgeschichte
Die Landgemeinde wurde 1954 in Gromadas aufgelöst und 1973 wieder gebildet. Von 1975 bis 1998 wurde der Powiat Wołowski aufgelöst und die Gemeinde kam von der Woiwodschaft Breslau zur gleichnamigen Woiwodschaft kleineren Zuschnitts. Stadt- und Landgemeinde wurden 1990/1991 zur Stadt-und-Land-Gemeinde zusammengelegt. Seit Januar 1999 gehört diese zur Woiwodschaft Niederschlesien mit Sitz in Breslau und wieder zum Powiat Wołowski.

## Gliederung
Zur Stadt-und-Land-Gemeinde Wołów gehören neben der Stadt 27 Dörfer mit Schulzenämtern (sołectwa):
- Boraszyn  (Borschen)
- Bożeń  (Buschen)
- Dębno (Schöneiche)
- Domaszków  (Dombsen)
- Garwół  (Garben)
- Gliniany  (Gleinau)
- Golina  (Heidersdorf)
- Gródek (Grottky, 1937–1945 Berghain)
- Krzydlina Mała (Klein Kreidel)
- Krzydlina Wielka  (Groß Kreidel)
- Lipnica  (Leipnitz)
- Lubiąż (Leubus)
- Łososiowice (Losswitz)
- Mikorzyce  (Schönbrunn)
- Miłcz  (Arnsdorf)
- Moczydlnica Dworska  (Herrnmotschelnitz)
- Mojęcice (Mondschütz)
- Nieszkowice (Nisgawe, 1937–1945 Niederau)
- Pawłoszewo (Pavelschöwe, 1937–1945 Paulshöhe)
- Pełczyn (Polgsen)
- Piotroniowice (Petranowitz, 1937–1945 Iseritztal)
- Prawików  (Praukau)
- Proszkowa (Prosgawe, 1937–1945 Grafenstein)
- Rataje  (Rathau)
- Rudno  (Reudchen)
- Siodłkowice (Schilkowitz, 1937–1945 Simonshöh)
- Sławowice (Schlanowitz, 1937–1945 Föhrenwalde)
- Stary Wołów  (Alt Wohlau)
- Stęszów  (Stanschen)
- Stobno (Stuben)
- Straszowice  (Niegsen)
- Tarchalice  (Tarxdorf)
- Uskorz Mały  (Klein Ausker)
- Uskorz Wielki  (Groß Ausker)
- Warzęgowo (Wersingawe, 1937–1945 Hohenau)
- Wrzosy  (Heidevorwerk)
- Zagórzyce  (Sagritz, 1937–1945 Birkenhain)

Kleinere Ortschaften der Gemeinde ohne Schulzenamt sind:
Biskupice (Bischofsau), Kąty (Kanten), Kłopotówka, Kretowice (Mönchfurth), Łazarzowice (Lahserwitz), Pierusza (Peruschen), Północny, Smarków, Straża, Wodnica (Wilhelmsthal), Wróblewo (Wilhelmsthal) und Żychlin (Zychline).

## Partnerschaften
Partnerschaften bestehen mit:
- Buchholz in der Nordheide, Deutschland
- Hilden, Deutschland (Patenschaft)
- Canteleu, Frankreich

## Verkehr
Durch die Gemeinde führen die Woiwodschaftsstraßen DW338 und DW340, von denen die Woiwodschaftsstraßen DW339 und DW341 abzweigen.
An der Bahnstrecke Breslau–Stettin liegen der Bahnhof Wołów und der Haltepunkt Łososiowice (Losswitz).
Der nächste internationale Flughafen ist Breslau.

## Persönlichkeiten
- Franz von Matuschka (1859–1943), Geologe und Politiker
- Ewald Gerhard Seeliger (1877–1959), Schriftsteller